# Alastor abditus
Alastor abditus är en stekelart som beskrevs av Vecht 1981. Alastor abditus ingår i släktet Alastor och familjen Eumenidae. Inga underarter finns listade i Catalogue of Life.